# Вечір. Золотий Пльос
«Вечір. Золотий Пльос» (або просто «Золотий Пльос»; рос. Вечер. Золотой Плёс) — картина російського художника Ісаака Левітана (1860-
1900), написана в 1889 році.
Картина є частиною зібрання Державної Третьяковської галереї (інв. 1 481).
Розмір картини — 84,2 × 142 см.

## Історія створення
Пльос — невелике місто, розташоване на правому березі Волги. У XIX столітті він належав до Костромської
губернії, а в XX столітті увійшов у Приволзький район Івановської області.
Левітан приїжджав у Пльос протягом трьох років, з 1888 по 1890 рік, і написав багато відомих картин. На картині зображений вечірній
вид з Петропавлівської гори на місто Пльос і Волгу. Церква з дзвіницею, яку видно на картині — це Церква
Варвари Великомучениці. Правіше церкви, біля берега, знаходиться білий будинок з червоним дахом — це будинок купця Грошева, частина якого деякий час знімали Левітан і його супутниця, художниця Софія Кувшинникова, яка також зобразила цей будинок на одній зі своїх картин. Зараз ця будівля входить до
складу Пльоського державного історико-художнього музею-заповідника.
Картина «Вечір. Золотий Пльос» була придбана Павлом Третьяковим в 1890 році, разом з іншою відомою картиною Левітана «Після дощу. Пльос».